# Grover Loening
Grover Cleveland Loening född 12 september 1888 i Bremen Tyskland död 29 februari 1976 i Florida, var en tysk-amerikansk flygplanskonstruktör och författare. 
Loenings pappa arbetade som amerikansk konsul i Tyskland. Detta öppnade möjligheten för honom att åka till USA för högre studier. Han utexaminerades från Columbia College 1908. Samma år såg han sitt första flygplan vid en flyguppvisning och kort därefter bildade han Columbia University Aero Club bland studenterna och lärarna. Hans flygintresse ledde till att han studerade aerodynamik vid Columbia University. När han avlade examen 1911 var han den förste som lagt fram ett arbete om aerodynamik vid något universitet i USA. 
Efter sin utbildning fick han anställning vid den lilla flygplansfabriken Queen Aeroplane Company i New York som tillverkade Blériotkopior för uppvisningspiloter. 1912 konstruerade och tillverkade han sin första Aeroboat. Orville Wright anställde honom 1913 som sin assistent och chef för Wrightfabriken i Dayton. 1914 blev han chef för den tekniska avdelningen för flygstudier vid US Armys Aviation Section i San Diego. 
Han startade en egen flygplansfabrik 1917 för att tillverka små flygplan som kunde starta från slagskepp och jagare för US Navys räkning, samt jaktflygplanet M-8 för US Army. Hans företag Loening Aeronautical Engineering Corporation slogs samman med Keystone Aircraft 1928. Året efter sålde Hayden Stone verksamheten och företaget blev en av Curtiss-Wright flygplansfabriker  
Efter första världskrigets slut konstruerade han den femsitsiga monoplanflygbåten Flying Yacht, den var försedd med en Libertymotor, och slog många flygrekord för flygbåter efter lanseringen. För framgångarna med flygbåten fick han 1921 års Colliertrofé. Hans nästa större framgång kom med sjöflygplanet Loening Amphibian som var försett med ett infällbart landställ. Fem flygplan av typen använde US Army för sin Pan-American propagandaflygning 1926.
När hans företag slogs samman 1928 startade han Grover Loening Aircraft Company, som tillverkade ett flertal experimentflygplan. Dessutom anlitades han som konsult i flygtekniska frågor av Chase Bank, Fairchild Aircraft, Grumman Aircraft och Curtiss-Wright. Han var även styrelsemedlem i Pan American Airways.
1937 utsågs han till chef för det statliga organet National Advisory Committee on aeronautics och under andra världskriget ingick han i ledningen för War Production Board. Dessutom hjälpte han till med konstruktionsarbeten på transportflygplan och logistiken runt flygplanstillverkningen.
När National Air Museum bildades 1948 utsåg President Truman honom till den första civila medlemmen i museets styrelse. Tiden i Advisory Board eftersom Eisenhower, Kennedy, och Johnson förlängde hans förordnande. Han tilldelades bland annat Medal for Merit 1946, Wright Memorial Trophy 1950 och Air Force Medal 1955. Loening skrev under åren en mängd artiklar om flyg i både populärpress och facktidningar, dessutom anlitades han som gästföreläsare vid ett stort antal skolor. Som författare skrev han ett antal böcker om flygning och amerikansk flyghistoria.